# Propontocypris herdmani
Propontocypris herdmani is een mosselkreeftjessoort uit de familie van de Pontocyprididae. De wetenschappelijke naam van de soort werd in 1905 als Erythrocypris herdmani gepubliceerd door Andrew Scott.